# Grand Prix automobile de Rouen-les-Essarts
Le Grand Prix automobile de Rouen-les-Essarts était une compétition automobile internationale de type Grand Prix, notamment de Formule 1, qui se courait sur le circuit de Rouen-les-Essarts situé sur les communes de Grand-Couronne et d'Orival au sud de Rouen, et qui fut inauguré en 1950.

## Histoire
Son tracé était long de 5,1 kilomètres jusqu'en 1954, puis de 6,542 km jusqu'en 1971 et 5,543 km par la suite.
Le Grand Prix de France s'est disputé à cette occasion à cinq reprises, en 1952 (vainqueur Alberto Ascari sur Ferrari 500), 1957 (vainqueur Juan Manuel Fangio sur Maserati), 1962 (vainqueur Dan Gurney sur Porsche), 1964 (vainqueur encore Dan Gurney, cette fois sur Brabham-Climax) et 1968 (vainqueur Jacky Ickx sur Ferrari, décès alors de Jo Schlesser).  
En Formule 2, les finales furent précédées de deux courses éliminatoires pour les pilotes au début des années 1970.
De 1991 à 1993, des Grand Prix dits « historiques » ont été organisés (de la XXXIXe à la XLIe édition de l'épreuve). Le circuit sera fermé en 1994, pour des raisons économiques et de sécurité ; en 1999 la démolition des tribunes et des stands est terminée.
Au total, les épreuves de type Grand Prix ont donné lieu à 42 éditions de courses, sous une telle dénomination (en incluant la première saison 1950 du circuit).

## Palmarès

Évolution du tracé du circuit de Rouen-les-Essarts
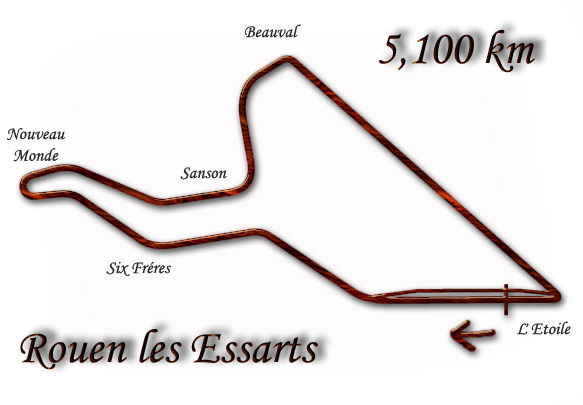
Tracé de 1951 à 1954.
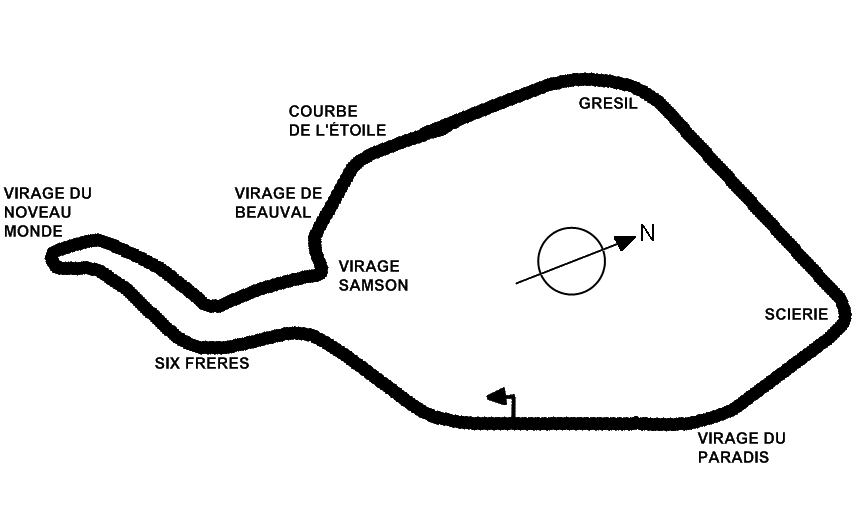
Tracé de 1955 à 1971.
Tracé après 1971.

| Année | Date       | Pilote                                                                         | Voiture                                                                        | Écurie                                                                         | Catégorie                                                                      | Distance                                                                       | Tours                                                                          | Temps                                                                          |
| ----- | ---------- | ------------------------------------------------------------------------------ | ------------------------------------------------------------------------------ | ------------------------------------------------------------------------------ | ------------------------------------------------------------------------------ | ------------------------------------------------------------------------------ | ------------------------------------------------------------------------------ | ------------------------------------------------------------------------------ |
| 1950  | 30 juillet | Louis Rosier                                                                   | Talbot-Lago T26GS                                                              | Privée                                                                         | Sport                                                                          | 306 km                                                                         | 60                                                                             | 2 h 40 min 8 s 1 (114,653 km/h)                                                |
| 1951  | 8 juillet  | Giannino Marzotto                                                              | Ferrari 166 F2/50                                                              | Scuderia Marzotto                                                              | Formule 2                                                                      | 306 km                                                                         | 60                                                                             | 2 h 31 min 28 s 6                                                              |
| 1952  | 6 juillet  | Grand Prix de France (et championnat de France F2; vainqueur F2 Peter Collins) | Grand Prix de France (et championnat de France F2; vainqueur F2 Peter Collins) | Grand Prix de France (et championnat de France F2; vainqueur F2 Peter Collins) | Grand Prix de France (et championnat de France F2; vainqueur F2 Peter Collins) | Grand Prix de France (et championnat de France F2; vainqueur F2 Peter Collins) | Grand Prix de France (et championnat de France F2; vainqueur F2 Peter Collins) | Grand Prix de France (et championnat de France F2; vainqueur F2 Peter Collins) |
| 1953  | 28 juin    | Giuseppe Farina                                                                | Ferrari 625                                                                    | Scuderia Ferrari                                                               | Formule 1 et Formule 2                                                         | 306 km                                                                         | 60                                                                             | 2 h 15 min 5 s 8                                                               |
| 1953  | 28 juin    | Bob Said,                                                                      | O.S.C.A. MT4 1300                                                              | Privée                                                                         | Sport                                                                          | 76,52 km                                                                       | 15                                                                             | 42 min 29 s 2 (108,03 km/h)                                                    |
| 1954  | 11 juillet | Maurice Trintignant                                                            | Ferrari 625                                                                    | Scuderia Ferrari                                                               | Formule 1                                                                      | 484,5 km                                                                       | 95                                                                             | 3h 40' 34" 5 (132,12 km/h)                                                     |
| 1955  | ?          | ?                                                                              | ?                                                                              | ?                                                                              | ?                                                                              | ?                                                                              | ?                                                                              | ?                                                                              |
| 1956  | 8 juillet  | Eugenio Castellotti                                                            | Ferrari 860 Monza                                                              | Scuderia Ferrari                                                               | Sport (3,0 l),                                                                 | 327,1 km                                                                       | 50                                                                             | 2 h 10 min 31 s (150,369 km/h)                                                 |
| 1957  | 7 juillet  | Grand Prix de France                                                           | Grand Prix de France                                                           | Grand Prix de France                                                           | Grand Prix de France                                                           | Grand Prix de France                                                           | Grand Prix de France                                                           | Grand Prix de France                                                           |
| 1958  | 8 juin     | Jean Behra                                                                     | Porsche 550 RS                                                                 | Porsche                                                                        | Sport (1,5 l)                                                                  | 431,838 km                                                                     | 66                                                                             | 2 h 59 min 9 s 6 (144,062 km/h)                                                |
| 1959  | 12 juillet | Stirling Moss                                                                  | Cooper T45-Borgward                                                            | R.R.C. Walker Racing Team                                                      | Formule 2                                                                      | 228,41 km                                                                      | 35                                                                             | 1 h 28 min 5 s 8                                                               |
| 1960  | 12 juin    | Jack Fairman                                                                   | Aston Martin DBR1                                                              | A. G. Whitehead                                                                | Sport                                                                          | 568,71 km                                                                      | 43 x 2                                                                         | 4 h 0 min 0 s                                                                  |
| 1961  | ?          | IXe édition (catégorie ?)                                                      | IXe édition (catégorie ?)                                                      | IXe édition (catégorie ?)                                                      | IXe édition (catégorie ?)                                                      | IXe édition (catégorie ?)                                                      | IXe édition (catégorie ?)                                                      | IXe édition (catégorie ?)                                                      |
| 1962  | 8 juillet  | Grand Prix de France                                                           | Grand Prix de France                                                           | Grand Prix de France                                                           | Grand Prix de France                                                           | Grand Prix de France                                                           | Grand Prix de France                                                           | Grand Prix de France                                                           |
| 1963  | 23 juin    | Paul Hawkins                                                                   | Brabham                                                                        | Brabham Racing Developments                                                    | ?                                                                              | ?                                                                              | ?                                                                              | ?                                                                              |
| 1964  | 28 juin    | Grand Prix de France                                                           | Grand Prix de France                                                           | Grand Prix de France                                                           | Grand Prix de France                                                           | Grand Prix de France                                                           | Grand Prix de France                                                           | Grand Prix de France                                                           |
| 1965  | 11 juillet | Jim Clark                                                                      | Lotus 35-Cosworth                                                              | Ron Harris - Team Lotus                                                        | Formule 2                                                                      | 301,3 km                                                                       | 46                                                                             | 1 h 48 min 29 s 1                                                              |
| 1966  | 10 juillet | Denny Hulme                                                                    | Brabham BT18-Honda                                                             | Brabham Racing Developments                                                    | Formule 2                                                                      | 301,07 km                                                                      | 46                                                                             | 1 h 46 min 33 s 5                                                              |
| 1967  | 9 juillet  | Jochen Rindt                                                                   | Brabham BT23-Cosworth                                                          | Roy Winkelmann Racing                                                          | Formule 2                                                                      | 257,88 km                                                                      | 40                                                                             | 1 h 23 min 33 s 1                                                              |
| 1968  | 7 juillet  | Grand Prix de France                                                           | Grand Prix de France                                                           | Grand Prix de France                                                           | Grand Prix de France                                                           | Grand Prix de France                                                           | Grand Prix de France                                                           | Grand Prix de France                                                           |
| 1969  | 22 juin    | Annulé (en Championnat de France F2)                                           | Annulé (en Championnat de France F2)                                           | Annulé (en Championnat de France F2)                                           | Annulé (en Championnat de France F2)                                           | Annulé (en Championnat de France F2)                                           | Annulé (en Championnat de France F2)                                           | Annulé (en Championnat de France F2)                                           |
| 1970  | 31 mai     | Jo Siffert                                                                     | BMW 270                                                                        | Bayerische Motoren Werke                                                       | Formule 2                                                                      | 163,55 km                                                                      | 25                                                                             | 51 min 24 s 3                                                                  |
| 1971  | 27 juin    | Ronnie Peterson                                                                | March 712M-Cosworth                                                            | Smog March Engineering                                                         | Formule 2                                                                      | 163,525 km                                                                     | 25                                                                             | 55 min 36 s 3                                                                  |
| 1972  | 25 juin    | Emerson Fittipaldi                                                             | Lotus 69-Ford BDA/Cosworth                                                     | Team Texas Lotus                                                               | Formule 2                                                                      | 166,2 km                                                                       | 30                                                                             | 54 min 20 s                                                                    |
| 1973  | 24 juin    | Jean-Pierre Jarier                                                             | March 732-BMW                                                                  | STP March Engineering                                                          | Formule 2                                                                      | 277,15 km                                                                      | 30                                                                             | 56 min 20 s 7                                                                  |
| 1974  | 30 juillet | Hans-Joachim Stuck                                                             | March 742-BMW                                                                  | March Engineering                                                              | Formule 2                                                                      | 205,09 km                                                                      | 37                                                                             | 1 h 19 min 4 s                                                                 |
| 1975  | 29 juin    | Michel Leclère                                                                 | March 752 - BMW                                                                | Elf Team March                                                                 | Formule 2                                                                      | 221,72 km                                                                      | 40                                                                             | 1 h 13 min 30 s 48                                                             |
| 1976  | 27 juin    | Maurizio Flammini                                                              | March 762-BMW                                                                  | March BMW Motorsport                                                           | Formule 2                                                                      | 210,634 km                                                                     | 38                                                                             | 1 h 9 min 59 s 27                                                              |
| 1977  | 26 juin    | Eddie Cheever                                                                  | Ralt RT1-BMW                                                                   | Project 4 Racing                                                               | Formule 2                                                                      | 210,634 km                                                                     | 38                                                                             | 1 h 8 min 36 s 19                                                              |
| 1978  | 18 juin    | Bruno Giacomelli                                                               | March 782 - BMW                                                                | March Racing Ltd.                                                              | Formule 2                                                                      | 210,634 km                                                                     | 38                                                                             | 1 h 8 min 43 s 2                                                               |
| 1979  | 24 juin    | Annulé (en Championnat d'Europe F2)                                            | Annulé (en Championnat d'Europe F2)                                            | Annulé (en Championnat d'Europe F2)                                            | Annulé (en Championnat d'Europe F2)                                            | Annulé (en Championnat d'Europe F2)                                            | Annulé (en Championnat d'Europe F2)                                            | Annulé (en Championnat d'Europe F2)                                            |
| 1980  | 22 juin    | Alain Ferté                                                                    | Martini MK27-Renault-Gordini                                                   | BP Racing / Écurie Oreca                                                       | Formule 3                                                                      | 83,03 km                                                                       | 15                                                                             | 30 min 14 s 4                                                                  |
| 1981  | 4 octobre  | Patrick Teillet                                                                | Martini MK34-Toyota/Novamotor                                                  | Privée                                                                         | Formule 3                                                                      | 84 km                                                                          | 15                                                                             | 29 min 46 s 1                                                                  |
| 1982  | 13 juin    | Pierre Petit                                                                   | Ralt RT3-Volkswagen                                                            | Crédit Agricole Avia David Price Racing                                        | Formule 3                                                                      | 110,89 km                                                                      | 20                                                                             | 39 min 35 s 22                                                                 |
| 1983  | 12 juin    | Michel Ferté                                                                   | Martini MK39-Alfa Romeo                                                        | Écurie Oreca                                                                   | Formule 3                                                                      | 110 km                                                                         | 20                                                                             | 39 min 6 s 4                                                                   |

(Nota Bene : des Grand Prix avec d'autres catégories continueront à être organisés jusqu'en 1990, pour la XXXVIIIe organisation officielle, avant trois courses de type vintage encore annuellement)